# Chapinophis xanthocheilus
Genre
Espèce
Statut de conservation UICN

 EN B1ab(iii) : En danger
Chapinophis xanthocheilus, unique représentant du genre Chapinophis, est une espèce de serpents de la famille des Colubridae.

## Répartition
Cette espèce est endémique du Guatemala. Elle se rencontre dans la sierra de las Minas, entre 1 830 et 2 300 m d'altitude.

## Publication originale
- Campbell & Smith, 1998 : A new genus and species of colubrid snake from the Sierra de las Minas of Guatemala. Herpetologica, vol. 54, n. 2, p. 207-220 (introduction).